# Evrei buhari
Evreii buhari (în ebraică בוכרים, în rusă Бухарские евреи, în tadjică яҳудиёни бухороӣ), denumiți și evrei central-asiatici, sunt  evreii care locuiesc în Asia Centrală și descendenții lor. Numele lor vine de la fostul Emirat Buhara, care avea cândva o comunitate mare de evrei. 
După dispariția URSS-ului, majoritatea acestora au emigrat către Israel sau SUA, în timp ce alții, în numere mai mici, s-au mutat în Europa și Australia. 
În prezent, în orașul Buhara din Uzbekistan mai trăiesc doar 150 de evrei.